# Lesli Brea
Lesli Guillermo Brea (nacido el 12 de octubre de 1973 en San Pedro de Macorís) es un exjugador lanzador dominicano que jugó en las Grandes Ligas. Algunos registros listan su año de nacimiento en 1978, pero se descubrió que esta fecha es inexacta.

## Carrera

### Ligas menores
En 1996, Brea comenzó su carrera profesional al firmar con los Marineros de Seattle como amateur. Tenía 22 años, pero se presentaba como un joven de 17 años de edad, a fin de obtener una respuesta más favorable de los scouts de los Marineros. los scouts del béisbol a veces son reacios a firmar jugadores mayores, ya que los jugadores más jóvenes son generalmente más entrenables hasta llegar a su mejor momento físico, y por lo tanto la edad es tomada en cuenta para su futuro desempeño.
Brea se estableció como un prospecto en 1998, cuando salvó 12 partidos como cerrador de los Wisconsin Timber Rattlers de la Midwest League. Registró una efectividad de 2.76 y ponchó a 86 bateadores en sólo 58 2/3 entradas lanzadas, pero también tuvo problemas para controlar sus lanzamientos, dándole bases por bolas a 40 bateadores y lanzando cinco wild pitches. Este tipo de actuación seguiría siendo la norma mientras Brea avanzaba a través de los menores; terminó su carrera profesional con más de un ponche por entrada lanzada, pero también dio boleto a casi cinco bateadores por cada nueve entradas.

### Canje
Brea estuvo envuelto en dos notables canjes antes de llegar a las Grandes Ligas. El 14 de diciembre de 1998, los Marineros cambiaron Brea a los Mets de Nueva York, a cambio del jardinero Huskey Butch. Huskey jugó bien mientras era regular con los Marineros en 1999, antes de ser canjeado a los Medias Rojas de Boston a mitad de temporada.
Dos años más tarde, Brea fue uno de los seis jugadores involucrado en un acuerdo de cambios entre los Mets y los Orioles de Baltimore. Los Mets enviaron a Brea, el venezolano Melvin Mora, Mike Kinkade, y el lanzador prospecto Pat Gorman a los Orioles, recibiendo a cambio al campocorto Mike Bordick. Bordick ayudó a los Mets de llegar a la Serie Mundial del 2000, pero el canje fue muy costoso para los Mets, ya que Mora se convirtió en una estrella y Bordick regresó a los Orioles como agente libre fuera de temporada. Las preguntas que surgieron sobre la verdadera edad de Brea, avergonzó al gerente general de los Orioles Syd Thrift.

### Grandes Ligas
Brea hizo su debut en Grandes Ligas el 13 de agosto de 2000, abriendo en contra de los Reales de Kansas City. En su única apertura de Grandes Ligas, permitió seis carreras en 3 innings y un tercio, y los Orioles perdieron 10-5. En los próximos dos años, lanzó en ocho partidos de liga mayor, entregando 15 carreras limpias en 11 entradas, para una efectividad de 12.27. El control continuó siendo un problema, mientras le daba boleto a 13 bateadores y ponchaba a sólo cinco, también golpeó a un bateador y tiró un wild pitch. La derrota el 13 de agosto fue su única decisión.
Brea dejó a los Orioles como agente libre de ligas menores después de la temporada 2002. Firmó con los Tampa Bay Devil Rays, pero no hizo el equipo en los entrenamientos de primavera y fue liberado el 10 de marzo de 2003. Brea pasó el resto de ese año, su último como profesional, con los Somerset Patriots de la Liga del Atlántico.